# Diodóros z Tarsu
Diodóros z Tarsu (řecky Διόδωρος ὁ Ταρσεύς; zemřel kolem roku 390) byl biskup, reformátor monasticismu a teolog. Jako silný zastánce nikajské ortodoxie sehrál klíčovou roli během konstantinopolského koncilu a vzdoroval protikřesťanské politice Juliana Apostaty. Diodóros založil jedno z nejvlivnějších center teologického myšlení v rané církvi, antiochijskou školu, a mnoho z jeho studentů se stalo významnými teology. Snad i vzhledem k extrémním názorům některých členů této školy byl Diodóros pozdějšími generacemi teologů často vnímán kriticky a je uctíván jako svatý jen v několika starých orientálních církvích. 

## Život
Diodóros se narodil do vznešené rodiny v oblasti Antiochie. Klasické filozofické vzdělání získal na athénské škole a velmi rychle po ukončení vzdělání se stal mnichem. V tomto období psal Diodóros filozofická pojednání a bojoval proti pokusům císaře Juliána o obnovu pohanství. Když byl biskupem v Antiochii jmenován arián jménem Leontius, Diodóros a jeho přítel Flavianos (který se později sám stal biskupem Antiochie) organizovali za hradbami bohoslužby pro ty, kdo vyznávali nikajskou teologii. Z těchto bohoslužeb zřejmě vzešly počátky antifonálního zpěvu v kostelích, a tato praxe se pak mezi křesťany rozšířila.
Během svého působení v klášteře v Antiochii se Diodórovým učitelem stal Melétios z Antiochie. Ten byl zvolen biskupem v roce 360 a vysvětil Diodóra na kněze. Když se křesťané v Antiochii rozštěpili, Diodóros byl silným straníkem Melétia a jeho nikajské ortodoxie.
Diodóros byl známý tím, že žil s nepatrným majetkem, byl závislý na almužnách a často byl kvůli své víře vězněn. Jeho fyzický vzhled byl drsný, ale Jan Zlatoústý popsal jeho výraz jako andělský.
Jako kněz Diodóros založil klášter a katechetickou školu poblíž města Antiochie. Právě prostřednictvím této školy se pak stal mentorem kontroverzního teologa a liturga Theodora z Mopsuestie, ale také legendárního kazatele Jana Zlatoústého. Z Diodórovy školy vzešla jedinečná antiochijská perspektiva jak biblické interpretace, tak christologie známá jako antiochijská škola. Doveden do extrému však směr, který pro tuto školu nastavil Diodóros, vedl k teologii Nestoria, která byla poprvé odsouzena na koncilu v Efesu roku 431.
Byla to jeho role vedoucího antiochijské školy, která vedla k Diodórovu vyhnanství císařem Valensem do Arménie v roce 372. Během svého vyhnanství se Diodóros setkal s dalším zastáncem nikajské teologie, Basileiem Velikým. Když se Diodóros vrátil po smrti císaře v roce 378 z exilu, Basileios sloužil jako arcibiskup (nebo patriarcha) Caesareje a jmenoval Diodóra biskupem Tarsu.
Jako biskup v Tarsu se Diodóros nadále zasazoval o nikajské chápání vztahu mezi lidským a božským v osobě Ježíše Krista. Aktivně vystupoval proti arianismu i apollinářství (Areios učil, že Ježíš Kristus byl podřízené stvoření, a ne syn Boží, zatímco Apollinaris z Laodiceje mluvil o vtělení způsobem, který umožňoval výklad, že Kristus nebyl ve všech ohledech člověkem, protože tvrdil, že Kristova mysl je božská a neracionální).
Diodóros hrál klíčovou role jak na místním sněmu v Antiochii (379), tak na ekumenickém prvním koncilu v Konstantinopoli v roce 381. Když jeho a Flavianův mentor Melétius v roce 381 zemřel, Diodóros doporučil svého přítele Flaviana jako jeho nástupce, čímž rozkol v antiochijské církvi prodloužil. Diodóros zemřel kolem roku 394.

## Dílo
Diodórova christologie byla pozdějšími generacemi hlavního proudu křesťanství odsouzena jako kacířská, nejvýrazněji na místní synodě v Konstantinopoli v roce 499, která popsala Diodórovy názory jako nestoriánské. Podobně negativně  Diodóra vnímal i Cyril Alexandrijský. Nicméně ve své vlastní generaci byl Diodóros hodnocen jako opora nikajské ortodoxie: v svém oficiálním výnosu o ratifikaci prvního konstantinopolského koncilu císař Theodosius I. popsal Diodóra jako „šampiona víry“.
Detaily Diodórovy teologie je obtížné rekonstruovat, neboť z jeho děl se dochovaly pouze fragmenty nejisté provenience. Jeho názory se tak lze snažit rekonstruovat jen z pozdějších prohlášení jeho studentů a intelektuálních dědiců antiochijské školy.